# عرق إقيدي
عرق إقيدي هو عرق كبير في منطقة تندوف في جنوب غرب الجزائر تمتد إلى شمال مالي وموريتانيا.

## جغرافيا
عرق إقيدي عبارة عن صحراء رملية ذات نمط واضح من الكثبان الرملية الطولية الضيقة التي تمتد بطول 400 كم. جزء من أكبر الصحراء ، وهي تقع في المنطقة الشمالية الغربية ويتميز برياح هارمتان شديدة الحرارة. أعلى نقطة 540 م.
بالمقارنة مع عرق شاش المجاور في الجنوب، فإن هذا العرق رطب نسبيًا. المياه الجوفية وفيرة بشكل خاص نحو الحافة الشمالية الشرقية من عرق إقيدي. توجد بقع من النباتات الموسمية بالأعشاب والشجيرات وفي الصيف تستخدم الصحراء كمنطقة رعي. يدعم عرق إقيدي مجموعة من غزلان نحيلة القرون .